# Belonepterygion fasciolatum
Belonepterygion fasciolatum är en fiskart som först beskrevs av Ogilby, 1889.  Belonepterygion fasciolatum ingår i släktet Belonepterygion och familjen Plesiopidae. Inga underarter finns listade.